# Crios
En la mitologia grega, Crios (en grec antic: Κρεῖος Kriōs, ‘anyell', ‘amo') era el déu dels ramats, i potser dels saqueigs. Era un dels titans, fills d'Urà i Gea. Junt amb Euríbia va ser pare d'Astreu, Pal·lant i de Perses. Segons Pausànies, va ser pare de Pitó. Participà en la guerra entre els titans i els déus olímpics (la Titanomàquia). Després que Zeus, líder dels olímpics, demanés ajuda a Gea i aquesta li digués que havia d'alliberar els ciclops i els hecatonquirs, els titans van ser derrotats i Crios llençat al Tàrtar, la part més profunda de l'inframón, junt amb els seus germans. És el tità menys desenvolupat de tots i destaca sobretot per la seva descendència i afiliació grupal.

## Personatges contemporanis
- Crios és un dels tres titans amb qui Xena es troba en l'episodi 7 de la temporada 1 de Xena: La princesa guerrera, anomenat «Els Titans».
- Crios és el nom d'un personatge fictici que té el càrrec de teòcrata de l'Atlàntida en el joc d'ordinador Age of Mythology: the Titans, i en què també s'anomena així el mateix Tità amb aquest nom.